# St. Johannes Nepomuk (Altenberge-Hansell)

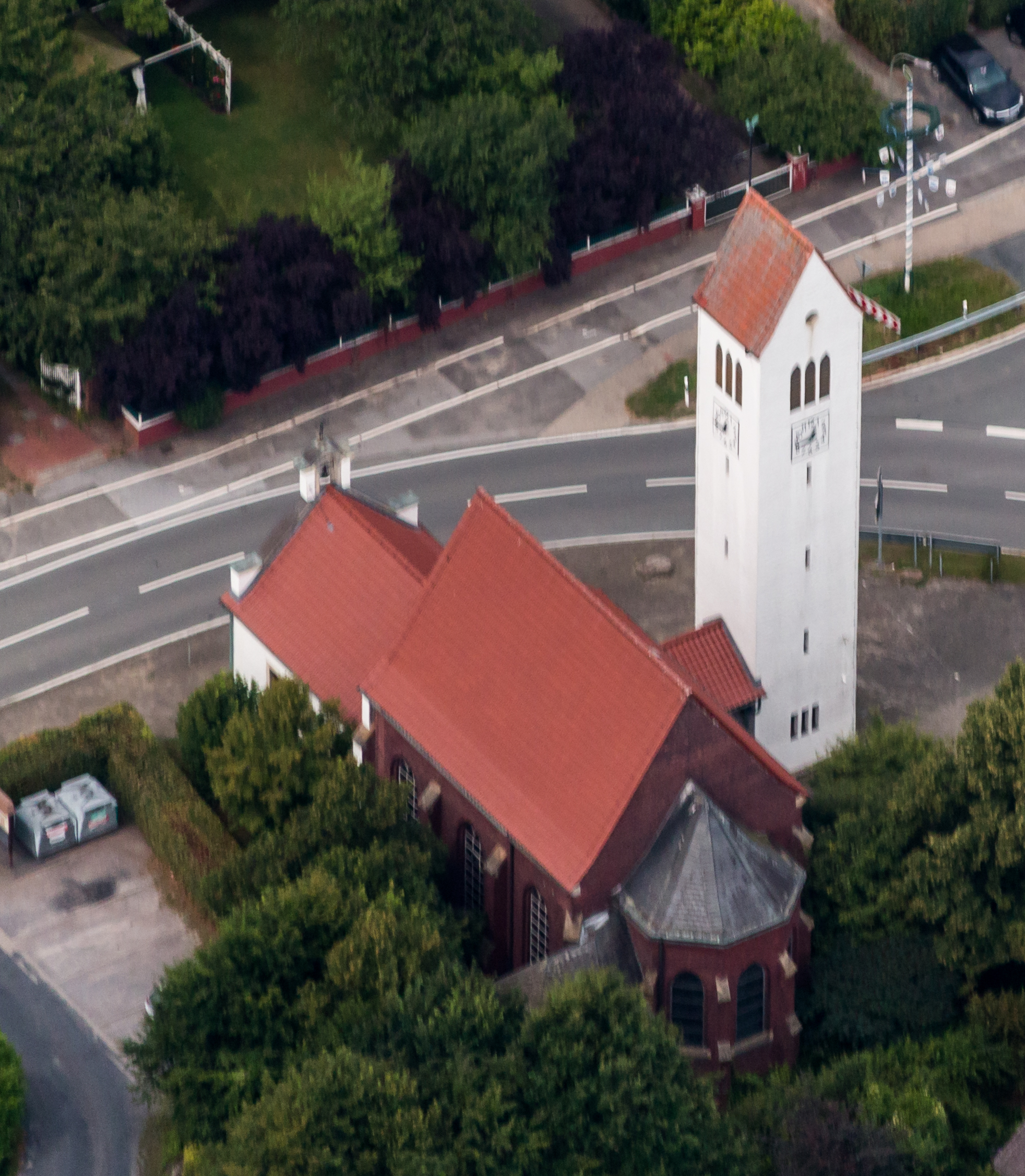
Luftbild (2014)

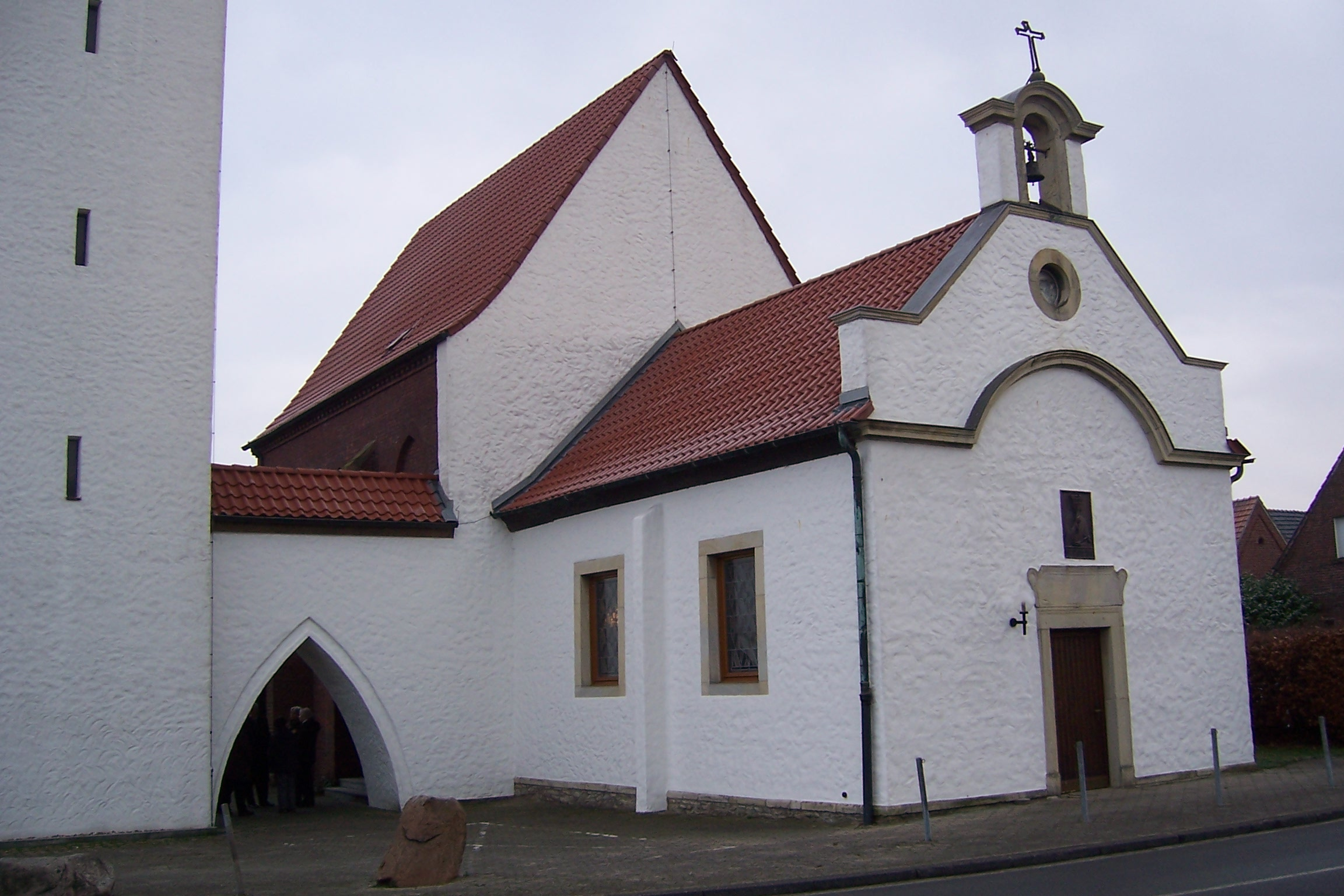
Außenansicht

Die denkmalgeschützte Kirche St. Johannes Nepomuk ist Filialkirche der römisch-katholischen Pfarrei St. Johannes Altenberge, Kreis Steinfurt, Nordrhein-Westfalen und liegt im Zentrum des zur politischen Gemeinde Altenberge gehörenden Ortsteiles Hansell. Die Pfarrkirche ist St. Johannes Baptist (Altenberge).
Die Errichtung einer Kapelle wurde Mitte des 18. Jahrhunderts von den Bewohnern der Bauerschaft Hansell initiiert, um den beschwerlichen Weg zur Pfarrkirche nach Altenberge nicht an allen Sonn- und Feiertagen zurücklegen zu müssen. Dieser war nach Fertigstellung des Baues nur noch anlässlich von Taufen o. ä. zu gehen. Gestiftet wurde die Kapelle von Kanonikus Jodocus Franciscus Homeier und seiner Schwester Johanna Catharina, die in Hansell einen Bauernhof besaßen. Im Jahr 1921 erfolgte die Erhebung zur Pfarrei und 2009 die Gemeinde-Fusion, so dass St. Johannes Nepomuk (Hansell) nun wieder zur Mutterpfarrei St. Johannes Baptist (Altenberge) gehört.

## Baubeschreibung
Der älteste Teil ist eine Kapelle aus dem Jahr 1765, die 1899 und 1931 erweitert wurde. Dieser Ursprungsbau ist ein einfacher zweiachsiger, äußerlich geweißelter Saal, dessen rechteckige Fenster mit Laibungen aus Sandstein versehen sind. Die Fassade der geosteten Kirche bildet ein Dreistaffelgiebel mit einem Okulusfenster in der Spitze und Gliederung durch ein Gesims in Traufhöhe, das über dem Haupteingang rundbogig geführt wird. Über dem Haupteingang befindet sich eine sandsteinerne Kartusche, jedoch ohne (erhaltene) Inschrift und darüber ein Bronzerelief des Kirchenpatrons von 1931. Das oberste Segment der Fassade ist als Glockengiebel ausgeformt, d. h. dort befindet sich eine kl. Glocke, nicht das Aussehen der Fassade ist damit gemeint. Im Inneren des Ursprungsbaues ist eine dreigeteilte, dunkelbraune hölzerne Balkendecke und seit der jüngsten Restaurierung wieder eine Orgelempore aus Eiche nach barockem Vorbild.
Der erste Erweiterungsbau ist eine deutlich höhere neogotische Saalkirche aus dunkelrotem Backstein von drei Jochen mit eingezogenem 5/8-Chorabschluss ohne zusätzliches Chorjoch (fertiggestellt im Jahr 1899). Die Kreuzgratgewölbe und deren Gurtbögen ruhen auf rechteckigen Pilastern, deren Kapitelle mit ihrem Profil Barock zitieren und nicht dem neogotischen Raum verpflichtet sind. Im Chorabschluss ist das Gewölbe ebenfalls ohne Rippen. Die Fenster sind spitzbogig ohne Maßwerk und nur die drei hinter dem Hochaltar befindlichen zeigen ornamentale als auch figürliche Glasmalerei (links Johannes Nepomuk, in der Mitte „Christus Pantokrator“ und rechts Johannes den Täufer). Die übrige Fensterverglasung des neugotischen Teiles aus seiner Erbauungszeit weist jedoch als Zierelement eine umlaufende Bordüre aus farbigem Glas auf, jene des barocken Teils haben ebenfalls Antikglas, aber aus jüngerer Zeit.
Nach Erhebung zur Pfarrei errichtet man im Jahr 1931 den Glockenturm, freistehend als Kampanile, doch über einen Bogen mit dem Kirchenbau verbunden. Den Dachreiter auf dem neugotischen Erweiterungsbau demontierte man nach Fertigstellung des Turmes und überließ ihn einem örtlichen Landwirt, welcher ihn auf einem seiner Hofgebäude wiedererrichtete.
Die Sakristei befindet sich an der Südseite des Chorraumes.

## Ausstattung
Der neugotische geschnitzte Hochaltar ist eine Stiftung aus dem Jahr 1899, dessen Mensa losgelöst nun als Zelebrationsaltar dient. Darüber hängt im Chorbogen ein hölzernes Kruzifix. Den unteren Bereich des Hochaltares kaschieren die drei Kanzelfelder; in der Mitte Christus Pantokrator, links davon das Christusmonogramm IHS und rechts das Marienmonogramm MRA. Rechts im Langhaus eine Muttergottesstatue in neugotischem Gehäuse (bei der Renovierung/Umbau 1977 aus Teilen eines neogotischen Beichtstuhls angefertigt) und westlich gegenüber das Andachtsbild der „Immerwährenden Hilfe“ mit ebenfalls neugotischer Holzumrahmung.
An den Wandpfeilern des Erweiterungsbaues von 1899 stehen vier holzsichtige Figuren aus der Barockzeit, Johannes Nepomuk, Antonius von Padua, Bernhard von Clairvaux und Joseph (Nährvater Jesu). Erwähnenswert ist noch das „barocke“ Gemälde einer Pieta, allerdings geschaffen um 1900 von einem münsteraner Maler, das nun über dem nördlichen Seiteneingang hängt. Dargestellt sind die Muttergottes mit dem toten Jesus vor sich, dazu noch etliche Putten und einige Personen aus der Passionsgeschichte.
Der Kreuzweg im Altbau besteht aus gerahmten, dezent farbigen Bildern und ist im Stil der beginnenden Moderne gehalten. Im Westen des Erweiterungsbaues steht der Taufstein, gesamt betrachtet zentral im Kirchenraum; ein älteres Stück mit einer Kupferabdeckung neueren Datums. 
Die kleine Orgel hat sechs Register und stammt aus der Werkstatt Kreienbrink in Osnabrück.

## Sonstiges
Die St.-Johannes-Nepomuk-Kirche besitzt seit 2008 ein Hungertuch aus Leinen nach annähernd traditionell westfälischem Vorbild. Das Tuch ist mit dunklem Garn bestickt und gibt die Inhalte der Evangelien der Fastensonntage bildlich wieder. In der Mitte ist eine Kreuzigungsszene.
Die Krippenfiguren der Gemeinde sind im Nazarenerstil gehalten.
Für die Fronleichnamsprozession ist noch ein älterer Baldachin in Gebrauch, welcher aus einem goldbrokatähnlichen Stoff besteht und ohne Verstrebungen locker herabhängend an den vier Tragstangen befestigt wird. Die Tragstangen sind oben mit einer Kugel aus Messing als Abschlusszierde versehen. Das Fehlen der normalerweise formgebenden massiven Verstrebung lässt sich damit erklären, dass der Prozessionsweg teils über schmale Wege führt.